# Rhopus erianthi
Rhopus erianthi är en stekelart som först beskrevs av Svetlana N. Myartseva 1994.  Rhopus erianthi ingår i släktet Rhopus och familjen sköldlussteklar. Inga underarter finns listade i Catalogue of Life.